# Pasqual Maragall
Pasqual Maragall i Mira, född 13 januari 1941 i Barcelona, är en katalansk före detta politiker. Han var under åren 1982–1997 borgmästare i Barcelona, som under hans tid planerade och genomförde 1992 års olympiska sommarspel. Åren 2003–2006 ledde han Kataloniens regionregering i rollen som den 127:e regionpresidenten i ordningen. 

## Biografi

### Tidiga år och karriär
Pasqual Maragall tog doktorsexamen i ekonomi vid Universitat Autònoma de Barcelona. Från 1976 innehade han en programtjänst vid staden Barcelona.

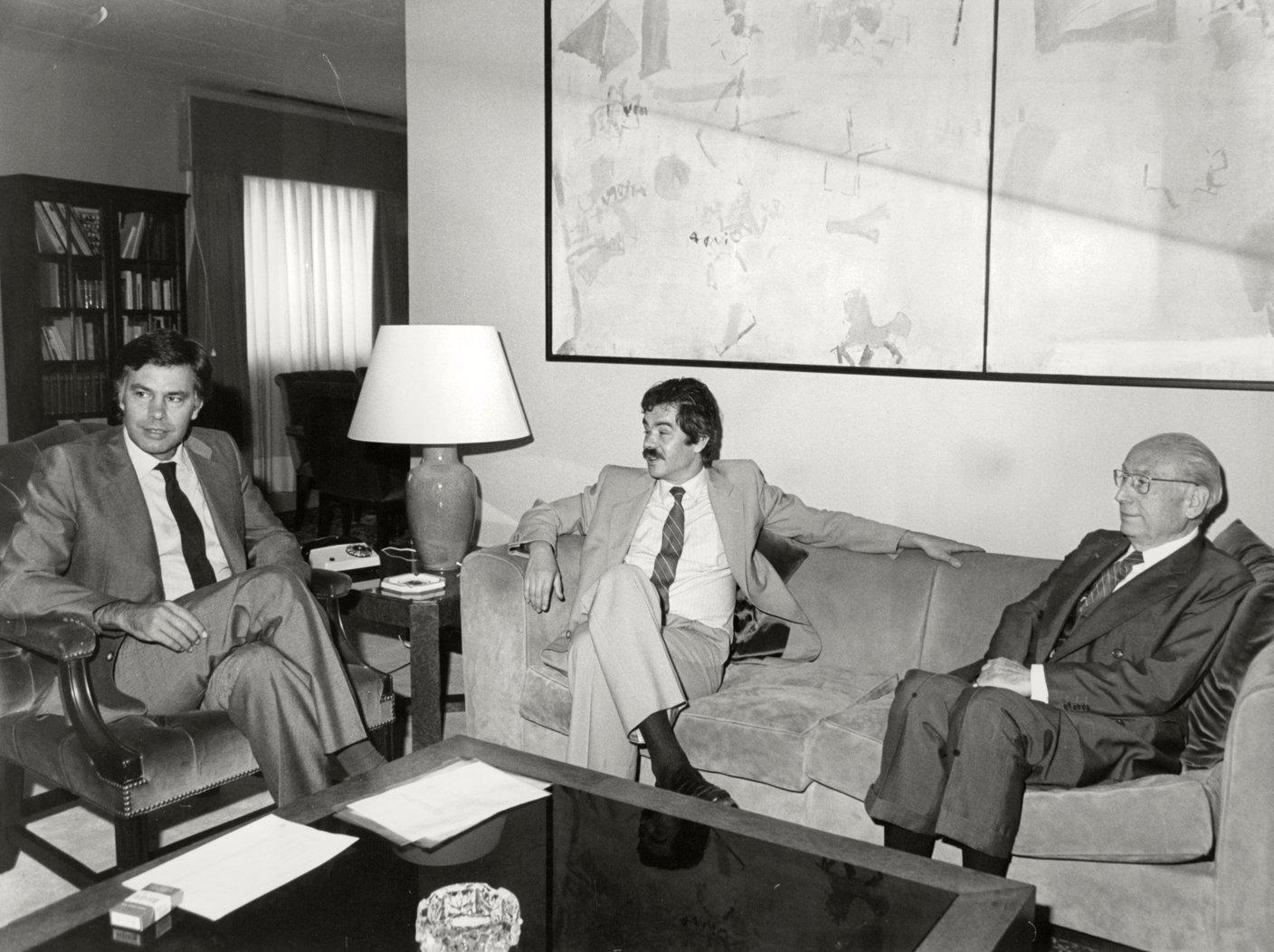
Felipe González tar emot Barcelonas borgmästare Maragall och Madrids dito Galván (1983).

Hans tidiga politiska karriär skedde inom Katalanska arbetarfronten (Front Obrer de Catalunya, från dess grundande 1961). 1974 deltog han i grundandet av partiet Convergència Socialista de Catalunya och senare i grundandet av PSC, det katalanska systerpartiet till Spanska socialistiska arbetarpartiet. Maragall var vice borgmästare i Barcelona åren 1979–1982.
Därefter innehade han borgmästarposten och vann fyra på varandra borgmästarval 1983, 1987, 1991 och 1995. Under Maragalls ledning skedde åren fram till 1992 års OS-arrangemang stora förbättringar av infrastrukturen i staden.

### Gästprofessor, oppositionsledare
1997 lämnade Maragall posten som borgmästare och återvände till sina universitetstjänster som gästprofessor i Rom och New York.
Därefter återkom han 1999 till den katalanska politiken och ledde en PSC-ledd partikoalition vid det årets katalanska parlamentsval. Koalitionen förlorade knappt mot regerande CiU, och under åren 1999–2003 innehade han rollen som oppositionsledare i Kataloniens parlament. Maragall var PSC:s partiordförande åren 2000–2007.

### Regionpresident
Efter parlamentsvalet 2003 kunde Maragall i ledningen för ett nytt partisamarbete mellan PSC, ERC och ICV ta över den katalanska regeringsmakten. Den kommande mandatperioden för trepartikoalitionen (el tripartit) blev dock problemfylld, både på grund av yttre tryck och inre motsättningar. Regeringens "försteminister", ERC:s partiledare Josep Lluís Carod-Rovira, tvangs avgå efter påtryckningar från Spaniens premiärminister Zapatero; Carod-Rovira hade då låtit sig intervjuas ihop med terroriststämplade ETA.
Periodens viktigaste händelser kring den katalanska regionregeringen var kopplad till reformeringen av Kataloniens autonomistatuter. Reformen, som bland annat syftade till eget skatteväsen, hade initierats av regionregeringen, debatterats i både Kataloniens och Spaniens parlament och 2006 godkänts efter en katalansk folkomröstning i juni 2006. Spaniens parlament inskränkte dock stora delar av de slutliga statuternas reformering.
Turbulensen kring statuterna ledde våren 2006 till en nybildning av regionregeringen. ERC:s beslut att inte ställa sig bakom de framförhandlade statuterna ledde till att partiet fick lämna regeringen, varefter regeringen endast hade begränsat stöd i Kataloniens parlament. Detta ledde till att Maragall under sommaren utlyste ett katalanskt nyval till parlamentet, samtidigt som han som 65-åring meddelade sin snara pensionering från partipolitiken. Maragall lämnade över posten som regionpresidentkandidat till partikamraten José Montilla, som dessförinnan var minister i Spaniens regering.

### Senare år
I juni 2007 avgick Maragall från posten som PSC:s partiordförande, och i november samma år trappade han ner sitt övriga partiarbete för PSC. Istället engagerade han sig i det nya partiet Partit Català d'Europa (del av en ny partigrupp i Europaparlamentet). Tidigare har han varit vice ordförande (1994–1996) respektive ordförande (1996–1998) i EU:s regionkommitté.
Efter sitt avträde fungerade Maragall bland annat som Spaniens representant i det europeiska Airbus-konsortiet. Han diagnosticerades senare med Alzheimers syndrom och grundade 2008 Fundació Pasqual Maragall, med syfte att stödja forskningen inom relaterade sjukdomar. 2010 publicerades hans memoarer under titeln Oda inacabada.

## Stil och betydelse
Pasqual Maragall var under sin aktiva tid en färgstark politiker. Efter hans ofta spontana och ibland opassande uttalanden (med eller utan kraftuttryck som Que cabrón! – flitigt [åter]använd i satirprogrammet Polònia) myntades det katalanska nyordet maragallada (plural: maragallades). Ordet använder den i katalanskan vanliga ändelsen -ada, med betydelsen 'mycket av'.